# 鲍晓毅
鲍晓毅 是一位光学物理学家，目前担任渥太华大学物理教授。

## 生平
毕业于南开大学光学学士和硕士，1987年毕业于中国科学院安徽光学精密机械研究所光学专业博士学位。之后先后在堪萨斯州立大学、雷根斯堡大学、斯特拉斯克莱德大学和肯特大学做研究。1994年加入新不伦瑞克大学担任助理教授，后升为教授。2000年加入渥太华大学担任物理教授。已发表230余篇期刊论文和200余篇会议论文。

## 荣誉
她是光学学会会士，加拿大皇家学会会士和国际光学工程师学会会士。